# Seznam madžarskih hokejistov na ledu
Seznam madžarskih hokejistov na ledu.

## A
- Zsolt Azari

## B
- Andras Benk
- Gergely Borbas
- Krisztian Budai

## F
- Daniel Fekete

## G
- Tamas Gröschl

## H
- Adam Hegyi
- Zoltan Hetenyi
- Atilla Hoffmann
- Roger Holeczy
- Andras Horvath

## J
- Csaba Janosi

## K
- Balazs Kangyal
- Csaba Kovacs

## L
- Balazs Ladany
- Tamas Lencses

## M
- Gergely Majoross

## O
- Gabor Ocskay

## P
- Balazs Palkovics
- Imre Peterdi

## S
- Tamas Sille
- Bence Svanszek
- Viktor Szelig
- Levente Szuper

## T
- Viktor Tokaji
- Lajos Tökesi

## V
- Marton Vas
- Janos Vas
- Artyom Vaszjunyn